# Abbronzatissima
«Abbronzatissima» (en italiano, Bronceadísima) es una famosa canción compuesta y grabada en 1963 por Edoardo Vianello, con letra de Carlo Rossi y arreglos de Ennio Morricone, parte del álbum Io sono Edoardo Vianello editado ese año por la RCA Italiana.
La canción llegó rápidamente a la cima de las listas en Italia, convirtiéndose en la canción del verano de 1963, y vendió más de seis millones y medio de copias. Es considerada un clásico de la canción italiana contemporánea y símbolo del optimismo de la Italia del boom económico de la década de 1960, cuya temática balnearia refleja el acceso popular al turismo de sol y playa.

## Versiones y adaptaciones
Ivan Cattaneo versionó la canción en su disco Duemila60 Italian Graffiati de 1981. En el verano de 2003 el rapero italiano Brusco publicó el tema Sotto i raggi del sole, transformado en canción del verano de ese año, cuya letra contiene fragmentos de Abbronzatissima.
En 1963 el grupo español Micky y Los Tonys grabó una adaptación de la canción al español con el título de Estás morenísima. Francisco Heredero y Manuel Torres grabaron sus propias versiones al año siguiente. Por su parte, el cantante argentino Juan Ramón realizó una versión con el título de Bronceadísima.
El propio Edoardo Vianello grabó en 1964 una versión en castellano con el título de Morenísima, publicada al año siguiente como parte del disco Edoardo Vianello... canta en español editado por RCA Victor. 